# سامشین
سامشین (به چکی: Samšín) یک منطقهٔ مسکونی در جمهوری چک است که در ناحیه پلهریموو واقع شده‌است. سامشین ۷٫۱۵ کیلومتر مربع مساحت و ۱۶۷ نفر جمعیت دارد و ۵۱۲ متر بالاتر از سطح دریا واقع شده‌است.